# Maignelay-Montigny
Maignelay-Montigny ist eine französische Gemeinde mit 2493 Einwohnern (Stand 1. Januar 2022) im Département Oise in der Region Hauts-de-France; sie gehört zum Arrondissement Clermont und zum Kanton Estrées-Saint-Denis.

## Lage
Die Gemeinde Maignelay-Montigny liegt ca. 25 Kilometer nordwestlich von Compiègne auf einem schwach reliefierten kalkhaltigen Plateau im Norden des Départements Oise. Nachbargemeinden von Maignelay-Montigny sind Crèvecœur-le-Petit und Ferrières im Norden, Godenvillers im Nordosten, Coivrel im Osten, Saint-Martin-aux-Bois im Südosten, Ravenel im Süden, Brunvillers-la-Motte im Westen sowie Sains-Morainvillers im Nordwesten.

## Geschichte
Die Gemeinde entstand am 1. März 1971 aus der Zusammenlegung von Maignelay und Montigny, wobei Montigny der bevölkerungsreichere Ort war.

### Bevölkerungsentwicklung
| Jahr                       | 1962 | 1968 | 1975 | 1982 | 1990 | 1999 | 2006 | 2012 | 2021 |
| -------------------------- | ---- | ---- | ---- | ---- | ---- | ---- | ---- | ---- | ---- |
| Einwohner                  | 1328 | 1399 | 1700 | 2018 | 2273 | 2489 | 2464 | 2704 | 2555 |
| Quellen: Cassini und INSEE |      |      |      |      |      |      |      |      |      |

## Sehenswürdigkeiten
- Kirche Sainte-Marie-Madeleine, Monument historique
- Kirche Saint-Martin, Monument historique
- Kapelle Sainte-Marie-Madeleine, Monument historique
- Schloss, Monument historique
- zwei Wassertürme

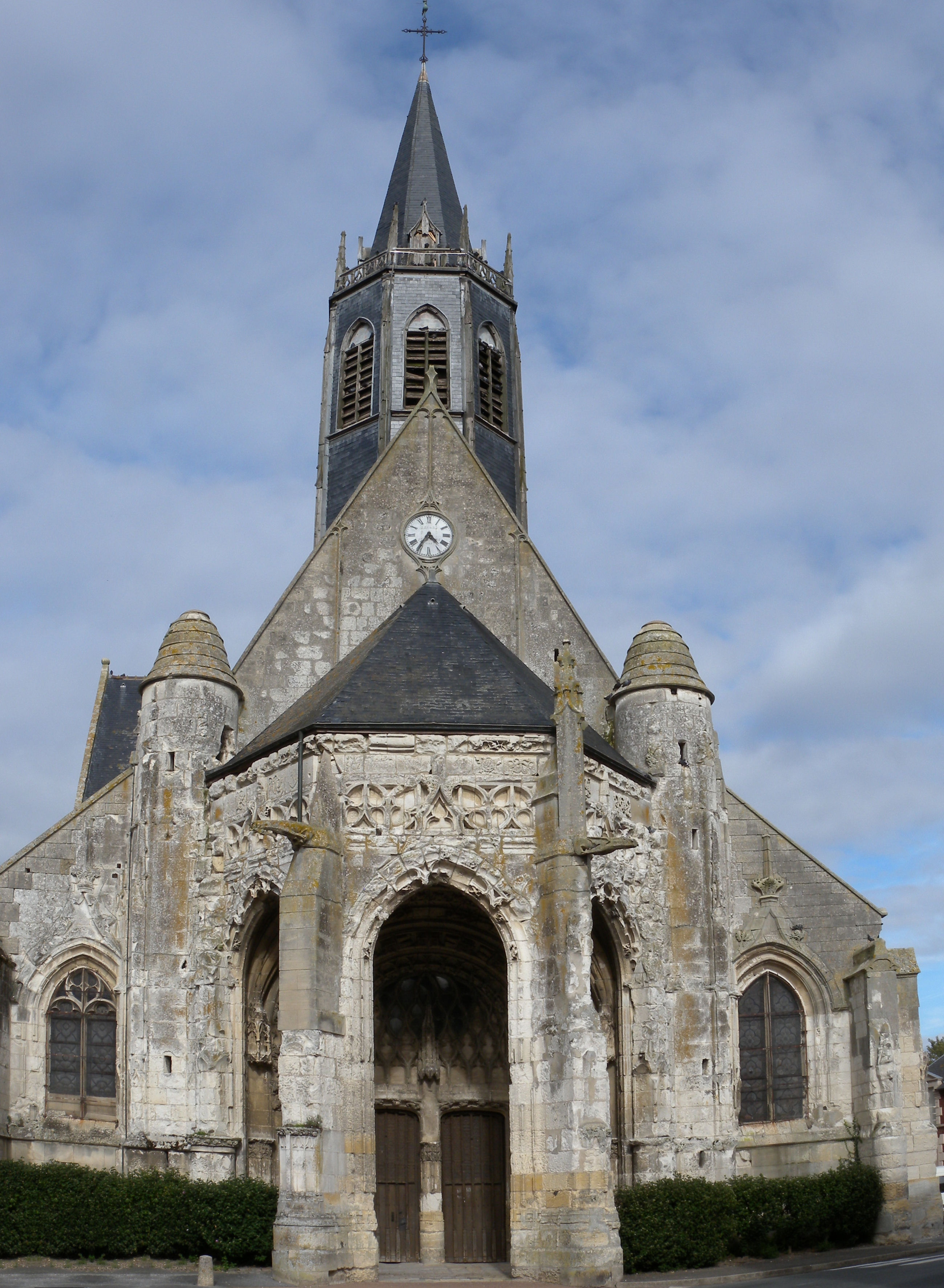
Kirche Sainte-Marie-Madeleine
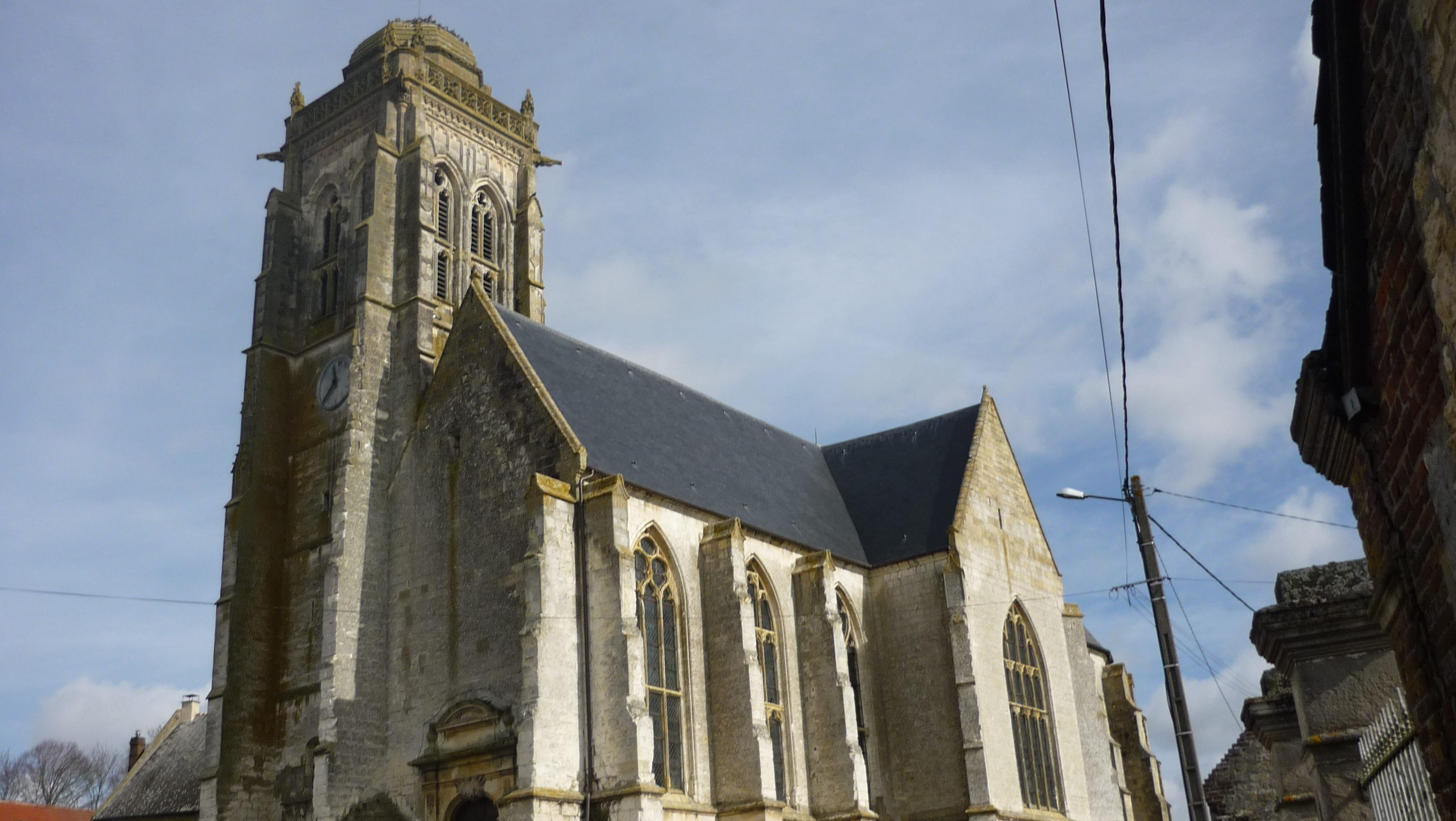
Kirche Saint-Martin
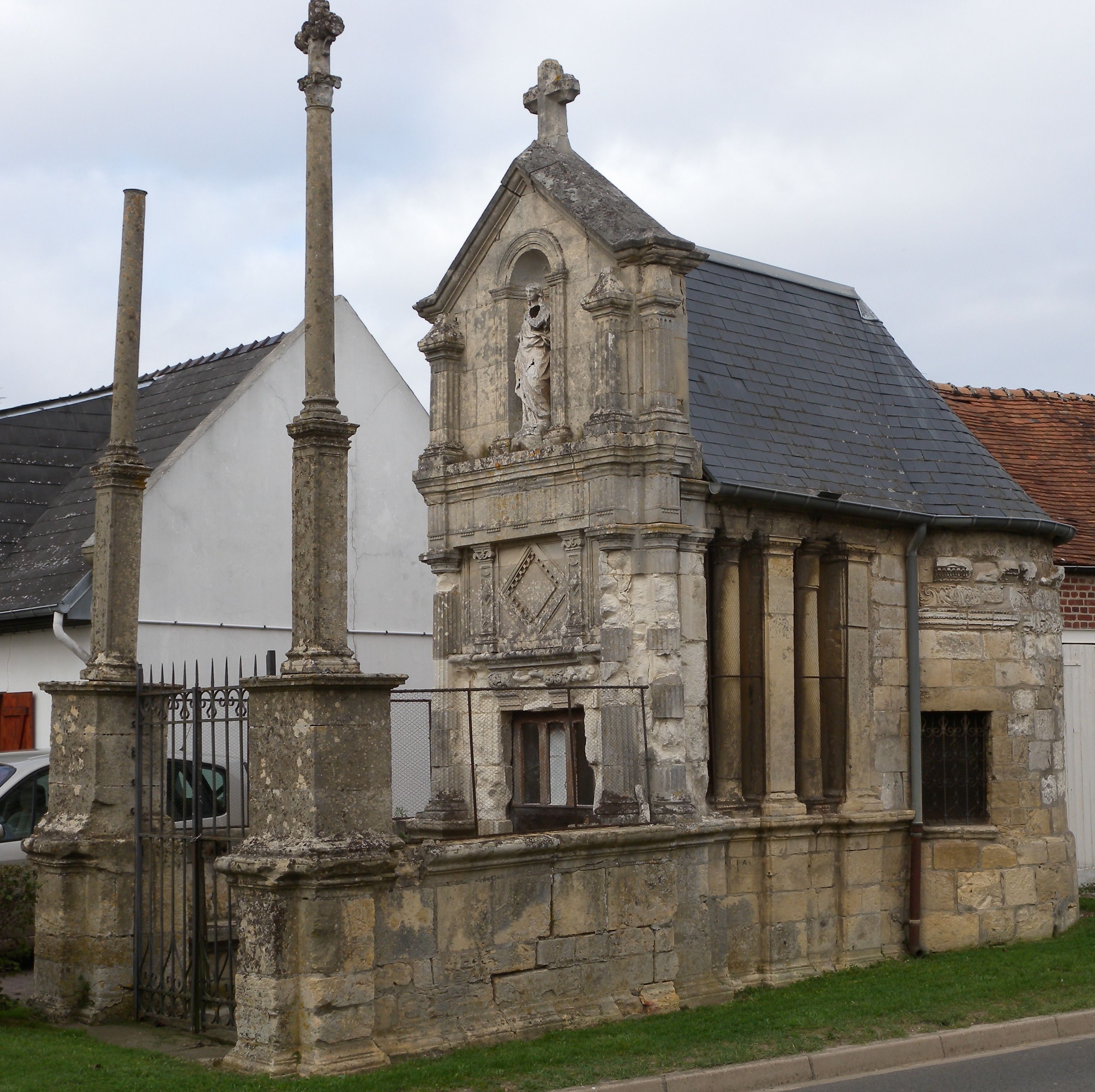
Kapelle Sainte-Marie-Madeleine
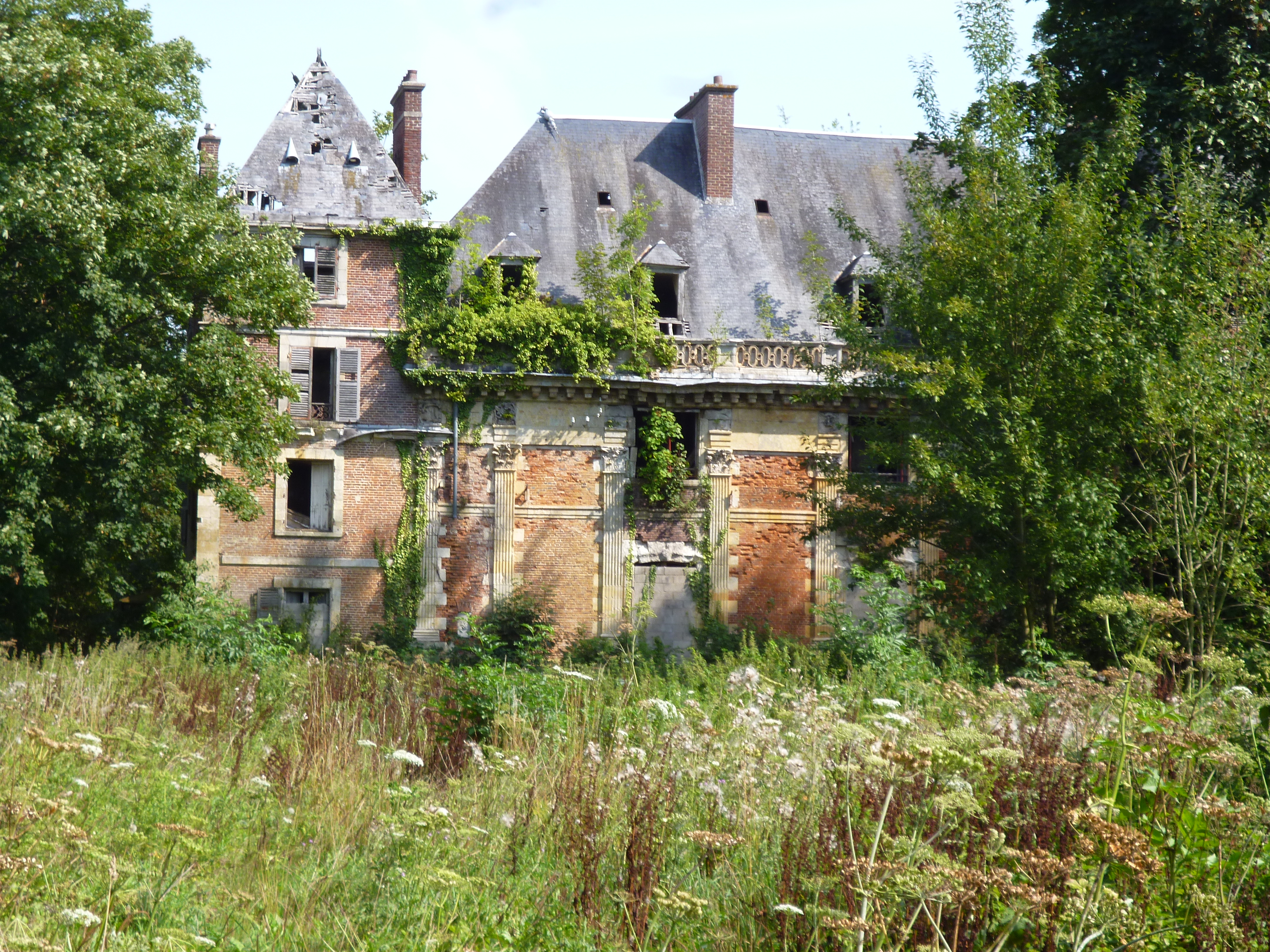
Schloss
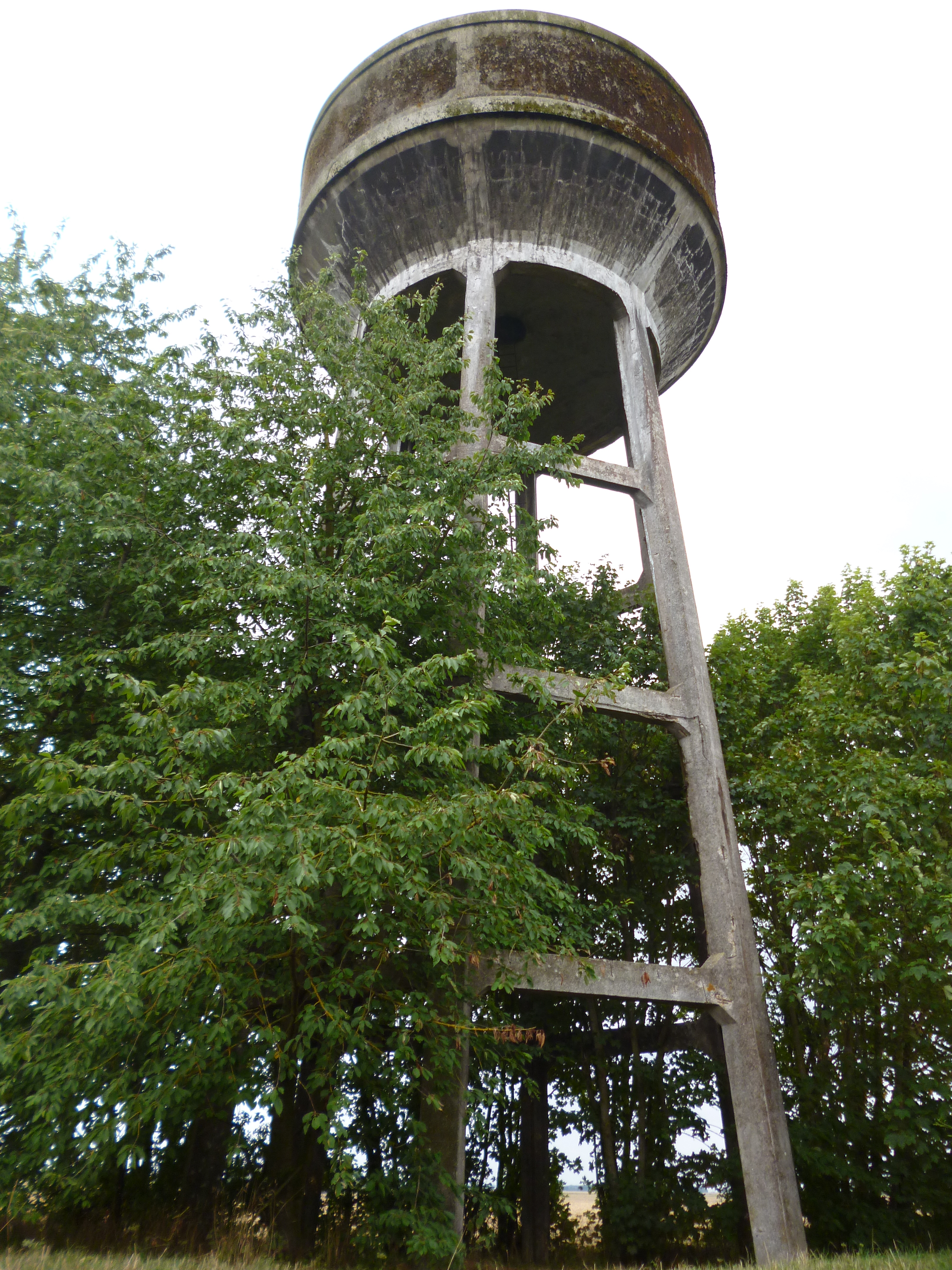
Einer der beiden Wassertürme
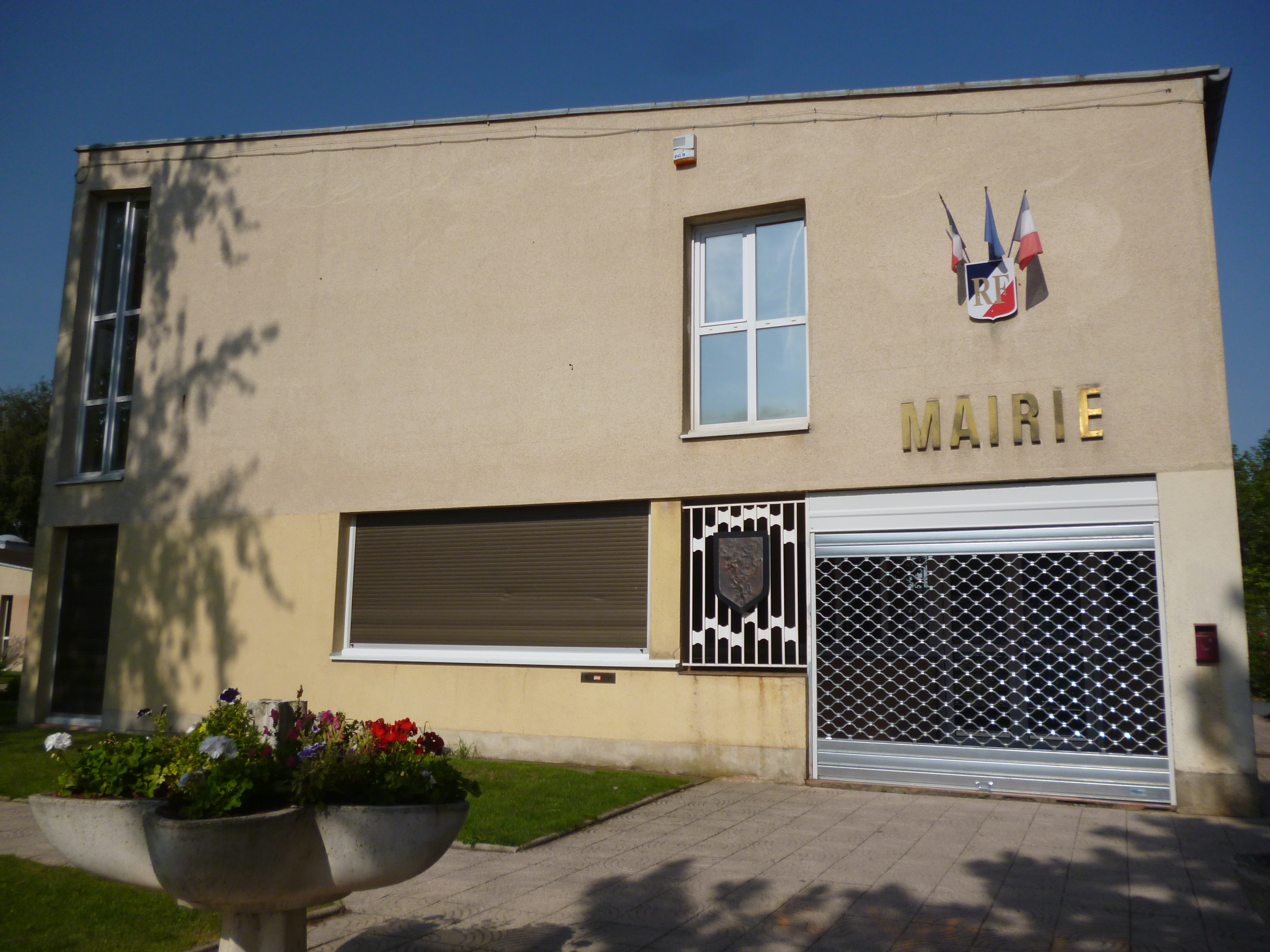
Rathaus (mairie)
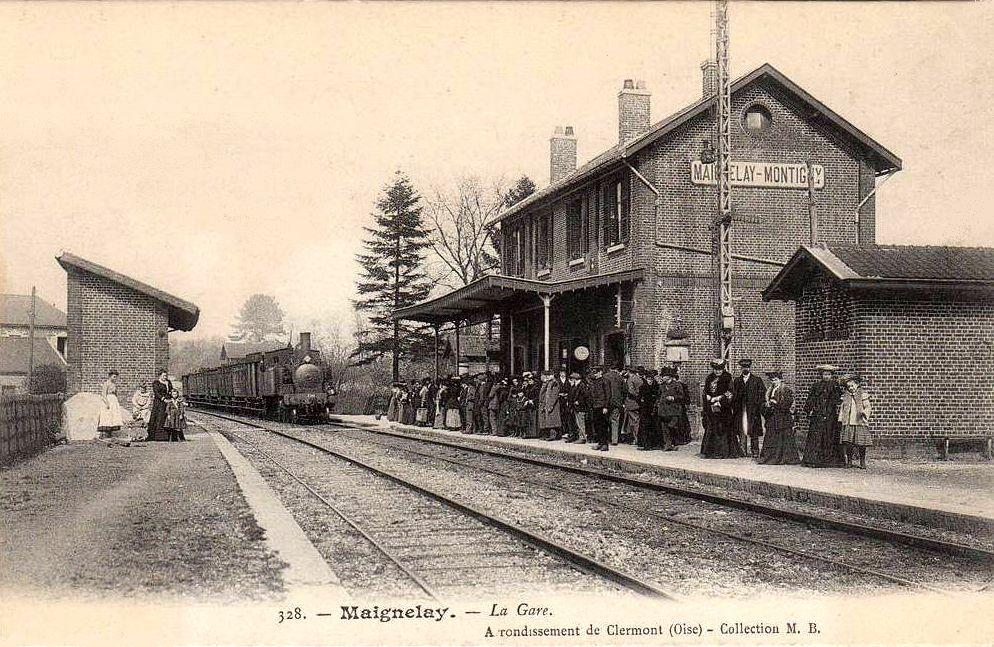
Bahnhof Anfang des 20. Jahrhunderts
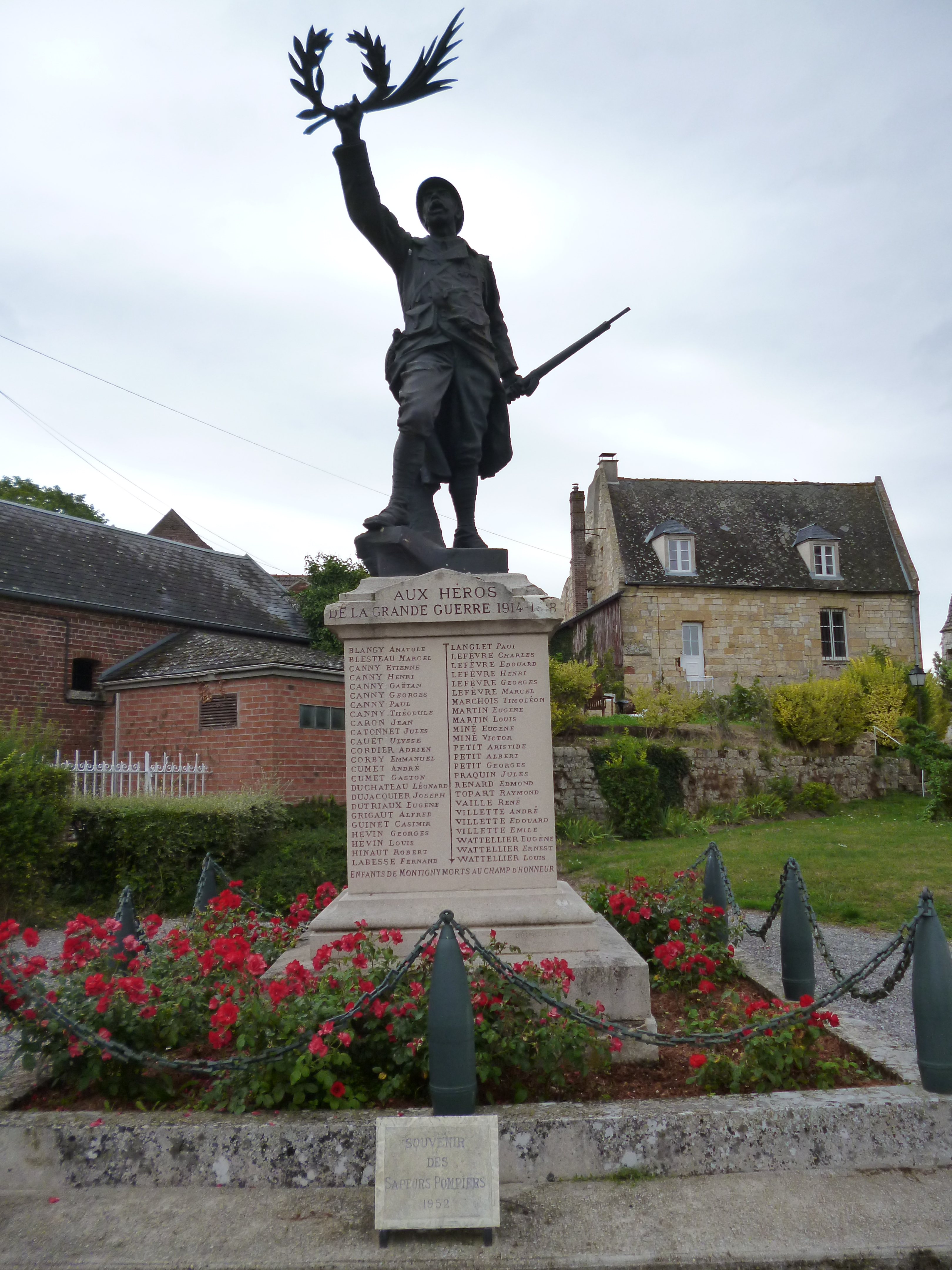
Gefallenendenkmal

## Persönlichkeiten
- Edmond Geffroy (1804–1895), Schauspieler und Maler
- Serge Bourguignon (* 1928), Filmregisseur und Drehbuchautor